# 루이스 곤살레스 (투수)
루이스 엔리케 곤잘레스（Luis Enrique Gonzalez, 1983년 2월 27일 ~ )은 전 대한민국의 독립 야구단 고양 원더스의 용병 선수이다.

## 미국 프로 야구 (마이너리그) 시절
2001년부터 2007년까지 로스앤젤레스 다저스 산하 마이너리그 팀 , 2008년 콜로라도 로키스 산하 마이너리그 팀에서 활동하였다.

## 일본 프로 야구 시절
2011년 일본 프로 야구 요코하마 베이스타스에 입단하였다.
성적은 2경기 등판하여 1승 1패 12.86의 방어율을 기록하였다.

## 대만 프로 야구 시절
2012년 대만 프로 야구 슝디 엘리펀츠에서 활약하였다.
성적은 16경기 등판하였고 7승 4패 4.45의 방어율을 기록하였다.

## 대한민국 독립 야구 시절
2013년 대한민국 최초의 독립 야구단 고양 원더스에 영입되어 독립 야구단 선수가 되었다.